# Neptis elegantia
Neptis elegantia är en fjärilsart som beskrevs av Hans Fruhstorfer 1908. Neptis elegantia ingår i släktet Neptis och familjen praktfjärilar. Inga underarter finns listade i Catalogue of Life.